# Pierre-Yves Montagnat
Pas d'image ? Cliquez ici

a Compétitions nationales et continentales officielles uniquement.

b Matchs officiels uniquement.
Dernière mise à jour le 1 juillet 2020.
Pierre-Yves Montagnat est un joueur de rugby à XV et rugby à sept, international français, né le 5 mars 1986 à Grenoble, qui évolue au poste d'arrière ou d'ailier.
Il joue pour les clubs de l'US Oyonnax du Lyon OU et du FC Grenoble.
Il est le meilleur réalisateur de Pro D2 en 2008-2009 et en 2009-2010.
Grièvement blessé, il est libéré par son club en 2013 et met un terme à sa carrière.
En 2013-2014, il est entraîneur des arrières des espoirs du CSBJ.
En 2014, il est entraîneur des lignes arrières du l'US Meyzieu, en Fédérale 2.
Son frère, Frédéric est aussi joueur se rugby professionnel, au poste de talonneur.

## Carrière
- Jusqu'en 2007 : CS Bourgoin-Jallieu
- 2007-2009 : US Oyonnax
- 2009-2011 : Lyon OU
- 2011-2013 : FC Grenoble

## Palmarès
- Vainqueur de la Coupe Frantz Reichel en 2007 avec le CS Bourgoin-Jallieu
- Champion de France de Pro D2 en 2011 avec le Lyon OU
- Champion de France de Pro D2 en 2012 avec le FC Grenoble